# Welt und Umwelt der Bibel
Welt und Umwelt der Bibel (Abkürzung WUB) ist die deutsche Ausgabe der französischen Zeitschrift Le Monde de la Bible. Die publizierten Aufsätze zu Archäologie, Kunst und Geschichte behandeln Themen, die im weitesten Sinne im Umfeld der Bibel angesiedelt sind.
Die populärwissenschaftliche Zeitschrift Welt und Umwelt der Bibel wird seit 1996 vom Katholischen Bibelwerk in Stuttgart als Printausgabe und seit 2014 auch als Onlineausgabe herausgegeben.
Die vierteljährlich erscheinenden Hefte stehen jeweils unter einem Hauptthema, mit dem sich Aufsätze mehrerer Wissenschaftler aus den Bereichen Archäologie, Theologie und Geschichte beschäftigen. Die Themen sind dem Namen der Zeitschrift entsprechend weit gespannt und reichen von der Zeit der biblischen Bücher und ihrer Rezeptionsgeschichte bis zu aktuellen archäologischen Entdeckungen in der Levante und den antiken Ländern und Völkern in der Nachbarschaft des Heiligen Landes.
Die Verknüpfung verschiedener Forschungsgebiete will im Sinn der modernen Biblischen Archäologie einen differenzierten Blick auf das Leben der Menschen im Vorderen Orient in den verschiedenen geschichtlichen und vorgeschichtlichen Epochen ermöglichen.
Zu den Themen der Ausgaben werden (Online-)Studienveranstaltungen angeboten.